# Illapu (álbum de 2002)
Illapu es el décimo quinto álbum de estudio del grupo chileno Illapu, lanzado en 2002. Fue titulado inicialmente solo como "Illapu" y renombrado como Ojos de niño en reediciones posteriores.

## Historia
El álbum fue grabado en enero de 2002 y se publicó el 25 de febrero del mismo año, en formato CD y casete. Es el último álbum de Illapu que aparece en este formato. El disco fue distribuido por Warner Music Chile.
La alineación que aparece en la portada del disco corresponde a: Eric Maluenda, Carlos Elgueta, Luis Enrique Galdames, José Miguel Márquez y Roberto Márquez. El álbum es el último en contar con la voz aguda de Eric Maluenda, quien renunciaría al grupo el año siguiente.

## Contenido
De acuerdo a la crítica, este disco "renovó su compromiso con la realidad chilena". El primer sencillo fue “Ojos de niño”, referido al abandono de los padres al criar a sus hijos". Otro tema destacado es "Declárese responsable", que está dedicado al dictador Augusto Pinochet. También se graba una versión de la "Plegaria a un labrador" de Víctor Jara y una nueva versión de la "Canción del nuevo amanecer", originalmente perteneciente a la cantata El grito de la raza. Posterior a este disco se integra  definitivamente al baterista brasileño Sidney Silva, quien ya había participado en grabaciones anteriores de la banda como músico invitado.

## Datos

### Lista de temas
| N.º | Título                       | Letras                | Música                         | Duración |  |
| 1.  | «Ojos de niño»               | Carlos Elgueta        | Roberto Márquez                |          |  |
| 2.  | «Dame tu vida»               | Luis Enrique Galdames | Roberto Márquez                |          |  |
| 3.  | «Amigo no te mueras»         | Pablo Neruda          | José Miguel Márquez            |          |  |
| 4.  | «Así te canto»               | Sidney Silva          | Sidney Silva                   |          |  |
| 5.  | «Sólo sueña»                 | Carlos Elgueta        | Luis Enrique Galdames          |          |  |
| 6.  | «Hermana de las gaviotas»    | Nelly Lemus           | Roberto Márquez                |          |  |
| 7.  | «Plegaria a un labrador»     | Víctor Jara           | Víctor Jara, Patricio Castillo |          |  |
| 8.  | «Declárese responsable»      | Nelly Lemus           | Roberto Márquez                |          |  |
| 9.  | «Juegan a ser reinas»        | Luis Alberto Valdivia | Roberto Márquez                |          |  |
| 10. | «Canción del nuevo amanecer» | Osvaldo Torres        | Roberto Márquez                |          |  |

## Músicos

### Illapu
- José Miguel Márquez
- Roberto Márquez
- Cristián Márquez
- Luis Enrique Galdames
- Carlos Elgueta
- Eric Maluenda